# Cuesta de San Vicente (Vitoria)
La cuesta de San Vicente es una vía pública de la ciudad española de Vitoria.

## Descripción
La vía, cuyo título se debe a la iglesia de San Vicente Mártir, nace en la cuesta de San Francisco y llega hasta la plaza del Machete. Sirve de nexo entre el Campillo y la ciudad ya más moderna. Aparece descrita en la Guía de Vitoria (1901) de José Colá y Goiti con las siguientes palabras:

Cuesta de San Vicente.—Se le dió este nombre primitivo en 12 de octubre de 1887. Comienza al final de la cuesta de San Francisco y termina en la plazuela de Villasuso.

La iglesia parroquial de San Vicente mártir es una de las dos iglesias que, además de San Miguel, encontró en Gaztéiz, la primitiva Vitoria, Don Sancho el Sabio, rey de Navarra, cuando en 1181, la fortificó, convirtiendo aquellas en templos-castillos, habiendo sido reconstruida en el siglo XVI. La torre es bizantina, proyectada y dirigida por el ya citado arquitecto señor Saracíbar. La iglesia no tiene pórtico, crucero ni ábside. Las pilas para agua bendita situadas bajo el coro son dos soberbias tridácneas, de iguales dimensiones á las de San Eustaquio, en París. En la capilla de los Luises hay cinco buenos bustos del Renacimiento, como toda la capilla, conteniendo reliquias de Santa Úrsula. En el altar de san Cristóbal esta escultura es muy correcta. La sacristía está adornada con un buen Cristo de Valdivielso y una Concepción pintada por Matías Torres. En el arco del evangelio, en el presbiterio, está un antiquísimo enterramiento del chantre de Armentia D. Mícolas. La capilla de la Cruz guarda un Cristo de Valdivielso y una Asunción, de escuela sevillana. El altar de la Virgen del Socorro está coronado por un bello medallón con el busto de san Blas.

A continuación de esta iglesia está la Alhóndiga municipal, edificada en 1810 y reformada en 1870. Este edificio se levanta sobre parte del palacio del conde de Salvatierra, famoso jefe de los Comuneros de Álava.
(Colá y Goiti, 1901, pp. 56-57)

A lo largo de los años, han estado en la cuesta de San Vicente la Alhóndiga municipal y el Parque de Incendios.